# Де Ветте, Вильгельм Мартин Леберехт
Вильгельм Мартин Леберехт де Ветте (нем. Wilhelm Martin Leberecht de Wette; 12 января 1780, Улла, Тюрингия — 16 июня 1849, Базель) — христианский гебраист и библейский критик.

## Биография
Родился 12 января 1780 года в Улле недалеко от Веймара в семье пастора Иоганна Августа де Ветте (1744–1812) и его жены Маргареты Доротеи Кристиан, урожденной Шнайдер (1751–1819).
Посещал гимназию в Веймаре, где на него оказал влияние Иоганн Готфрид фон Гердер, который часто принимал в гимназии экзамены. В 1799 году он начал изучать теологию в Йенском университете. Его главными учителями были Иоганн Якоб Грисбах, Иоганн Филипп Габлер, а также Генрих Эберхард Готлоб Паулюс, который поощрял его к свободным критическим исследованиям.
Получив докторскую степень, он стал приват-доцентом в Йене в 1805 году, а в 1807 году — внештатным профессором. В 1809 году де Ветте был назначен профессором теологии в Гейдельбергский университет. Там он подружился с Якобом Фридрихом Фризом, чья система знаний, веры и искупления стала основой его «Догматики» (учебника христианской догматики, представленного в её историческом развитии). В 1810 году он был назначен в новоучреждённый Берлинский университет, где в 1817 году при посредничестве Фридриха Люкке подружился с Фридрихом Шлейермахером. Берлинские годы были для де Ветте самыми продуктивными; его книги по экзегетике и систематическому богословию появлялись одна за другой.
В 1819 году де Ветте был уволен с должности профессора Берлинского университета за то, что он отправил письмо с утешением матери Карла Людвига Занда, убийцы Коцебу и поэтому тот, кто выразил сочувствие убийству, не должен быть воспитателем молодежи. Петиция в его оправдание не увенчалась успехом. Был издан указ, который не только лишил его лицензии на преподавание, но и высылал из Пруссии. В течение этих недель он получал широкую финансовую поддержку от учёных, включая своего оппонента Георга Вильгельма Фридриха Гегеля.
Де Ветте вернулся в Веймар, где использовал время для подготовки издания «Лютера» и написал двухтомный роман «Теодор или листья Цвайфельра» (1822). Этот воспитательный роман сельского священника пользовался большой популярностью среди членов братства. Во время своего пребывания в Веймаре де Ветте начал с большим успехом проповедовать. В 1822 году после проповеди перед пятью тысячами слушателей он был избран проповедником в церкви Св. Екатерины в Брауншвейге. Однако монарх, король Англии Георг IV, из уважения к Пруссии отказался дать согласие на назначение его на должность первого пастора церкви Святой Екатерины.
В марте 1822 года де Ветте принял приглашение профессором Базельского университета; пять раз занимал пост ректора университета. В 1829 году получил швейцарское гражданство.
Умер в Базеле 16 июня 1849 года и был похоронен на кладбище Святой Елизаветы. В 1872 году это кладбище было закрыто, а в 1898 году город построил дорогу, которая проходила прямо над его могилой. В его честь эта улица и прилегающее к ней здание школы, построенное в 1903 году, носят его имя. Ныне его могила находится на кладбище Вольфготтезакер. 

## Труды
Де Ветте принадлежит к числу наиболее выдающихся знатоков Библии XIX века. Его диссертация о Второзаконии (1805), равно как его Beiträge zur Einleitung in das Alte Testam (1806—1807), послужили вместе с трудами Vater основой для дальнейшей работы библейских критиков. В сочинении, посвящённом Псалтири (1811), он оспорил правильность авторства царя Давида и мессианский характер ряда псалмов. Особенно прославился де Ветте своим переводом Библии (1809—1811), получившим широкое распространение не только в Германии, но и за её пределами. В 1814 году он выпустил книгу Lehrbuch der hebräisch-jüdischen Archäologie, неоднократно затем переиздававшуюся. Общие итоги библейской критики де Ветте изложил в Lehrbuch der historischkritischen Einleitung in die kanonischen und apokryphischen Bücher des Alten Testaments, 1817 (переиздано Шрадером в переработанном виде в 1869 году). Хотя последователи де Ветте во многом разошлись с ним, он должен быть признан отцом критической школы библеистов. Кроме указанных сочинений, перу его принадлежит ещё ряд капитальных исследований Евангелия и трудов по нравственному богословию [J. E., XII, 510].
Де Ветте также разработал собственное самобытное учение о религиозном чувстве, которое видит сущностью и началом всякой религии. По Де Ветте это чувство, которое он также называет внутренним откровением, одновременно естественное и сверхъестественное, возникает индивидуально у каждого и основывается на восприятии единства и необходимости различных явлений. В нем заключаются следующие аспекты: ощущение, что за всеми событиями стоит единая всемогущая Воля и доверие ей, предчувствие еще в земной жизни, что существует царство Божье, а также восторг перед красотой и величием природы. Это иррациональное чувство, которое возникает индивидуально, впоследствии подвергается рассудочному анализу и символизации, что и объясняет возникновение институциональной религии. 
Де Ветте внес вклад в дальнейшее развитие знания о религии тем, что предпринял попытку объяснить возникновение религиозного чувства и религии при помощи интроспективного метода, обладавшим строгостью. Также он обращает внимание на то, что для понимания и объяснения религиозных явлений необходимо владение языками, обращение к текстам, а также изучение ее истории, что знаменует собой постепенный уход науки о религии от чисто теологических оснований к религиоведческим. Идеи Де Ветте также предвосхитили позднюю либеральную теологию.